# Стереоспецифічність
Стереоспецифічність (англ. stereospecifity) — ознака реакції, в якій стереоізомерні субстрати (що відрізняються тільки конфігурацією) за однакових умов перетворюються в стереоізомерні продукти. Отже, стереоспецифічна реакція з необхідністю є стереоселективною, але не кожна стереоселективна реакція — стереоспецифічною.
Стереоспецифічність може бути повною або частковою. Термін також стосується реакцій з одним стереоізомером, наприклад, реакція бромування циклогексену з утворенням лише транс-1,2-дибромциклогексану є стереоспецифічною. Стереоспецифічним є циклоприєднання дибромкарбену до цис- і транс-бутена-2 (утворюються лише цис- і транс-1,1-дибром-2,3-диметилциклопропан відповідно).
Термін інколи використовується у випадку реакцій з дуже високою стереоселективністю, що не рекомендується IUPAC.

## Приклад
| Stereospecificity in substitution reactions | Stereospecificity in substitution reactions |
| ------------------------------------------- | ------------------------------------------- |
|                                             |                                             |
| Механізм SN1 нестереоспецифічний            | Механізм SN2 стереоспецифічний              |